# Sieberstollen
Der Sieberstollen ist ein Wasserlösungsstollen des Oberharzer Bergbaus, der seinen Namen von der Sieber erhielt, in die er sein Wasser leitet. Sein Mundloch befindet sich außerdem am Sieberberg.
Ein 11,7 km langes Teilstück des 13,1 km langen Sieberstollens wurde 2010 als ein Teil des Oberharzer Wasserregals zum Weltkulturerbe der UNESCO ernannt.

## Geschichte
Als man Anfang des 18. Jahrhunderts die größten Erträge in den 25 Gruben um Sankt Andreasberg erzielte, kam man an die Grenzen bei der Wasserlösung. Hierzu stand als tiefster Wasserlösungsstollen der Grünhirscher Stollen zur Verfügung.

### Bau- und Betriebsphase
1716 begann man mit den Arbeiten am Sieberstollen am Fuß des Sieberberges. Nur mit Schlägel und Eisen trieb man den Stollen im Gegenortvortrieb mit Hilfe von vier Lichtlöchern durch.
Die Entfernungen betrugen:
- vom Mundloch bis zum 1. Lichtloch (Sieberberg): 150 Lachter bzw. 289 Meter
- vom 1. bis zum 2. Lichtloch (Sieberberg): 295 Lachter bzw. 568 Meter (Durchschlag 1730)
- vom 2. bis zum 3. Lichtloch (Prinz Maximilian Tagesschacht): 382 Lachter bzw. 735 Meter (Durchschlag 1746)
- vom 3. bis zum 4. Lichtloch (Fünf Bücher Moses Tagesschacht): 262 Lachter bzw. 504 Meter (Durchschlag 1742)
- vom 4. Lichtloch bis zum Felicitas Tagesschacht: 249 Lachter bzw. 479 Meter (Durchschlag 1739)
- von Felicitas bis zum Gnade Gottes Tagesschacht: 237 Lachter bzw. 456 Meter (Durchschlag 1754)
- von Gnade Gottes bis zur Grube Samson: 159 Lachter bzw. 306 Meter (Durchschlag 1747)
- von Grube Samson bis zum Schacht Catharina Neufang: 101 Lachter bzw. 194 Meter (Durchschlag 1754)

Bei Abschluss der ersten Bauphase hatte der Stollen eine Länge von 1835 Lachtern bzw. 3530 Metern.

### Erweiterung
In den Folgejahren wurde der Stollen erweitert und an andere Gruben angeschlossen. So war der Stollen 1804 mit der Grube Wennsglückt durchschlägig. Um die Grubenwasser aus den größtenteils viel tieferen Schächten zu heben, wurden Wasserräder mit bis zu 12 Metern Durchmesser verwendet. Zwei Wasserkünste befanden sich in der Grube Samson unterhalb des Sieberstollens.

### Heutige Verwendung
Im Jahr 1910 wurde der Bergbau um Sankt Andreasberg eingestellt und alle Grubenbaue unterhalb des Sieberstollens soffen ab.
Zwei Jahre später wurde ein Kavernenkraftwerk in 190 m Teufe in der Grube Samson installiert. Es ist eins von zwei Kavernenkraftwerken in der Grube Samson, die Wasserkraft des Oderteichs in Elektroenergie umwandeln. Der Sieberstollen leitet das Wasser in die Sieber.
Bis zum heutigen Tag ist der Sieberstollen der tiefste Wasserlösungsstollen im Sankt Andreasberger Revier.

## Teufen in durchschlägigen Gruben

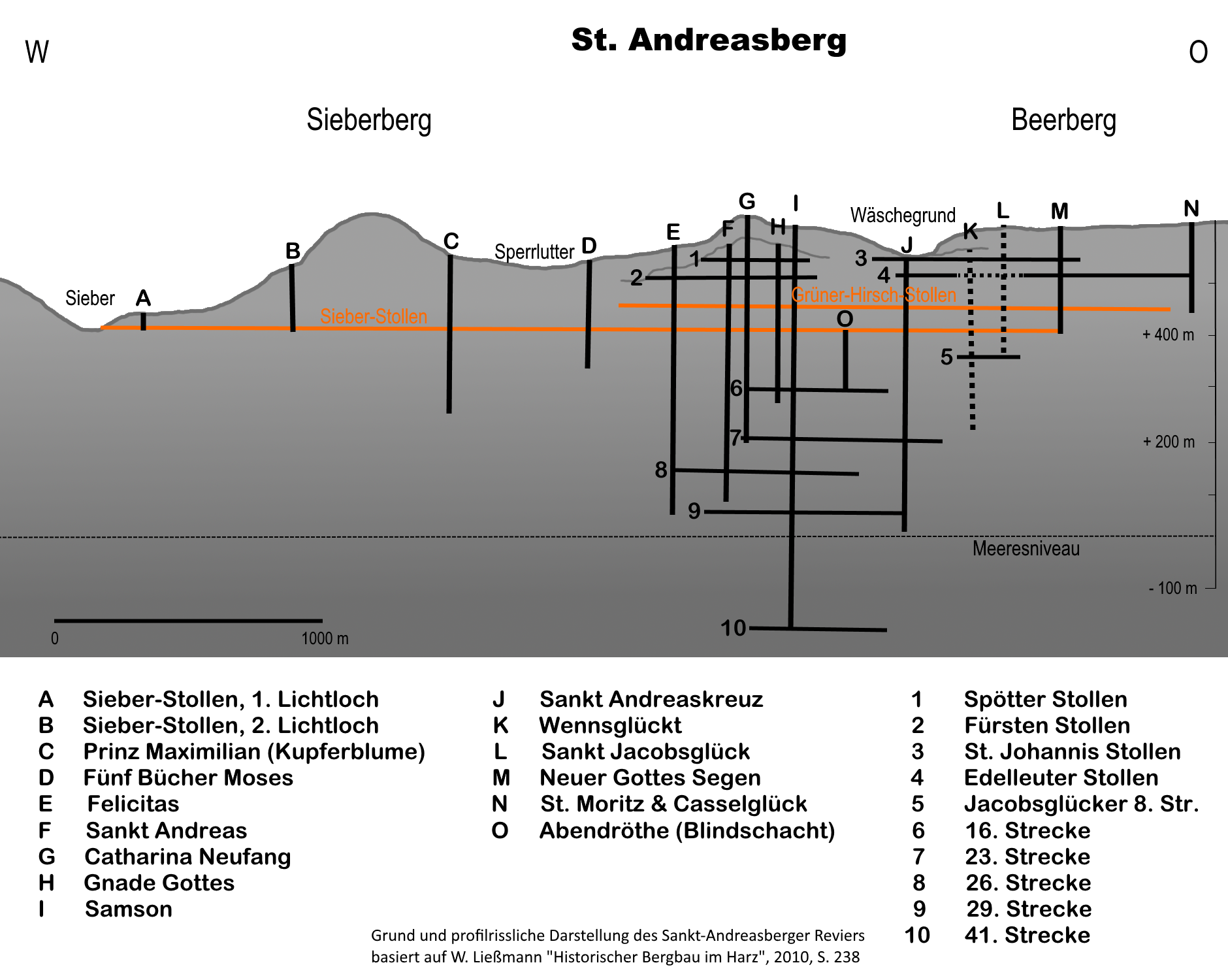
Lage des Sieberstollens (Grund-/Profilriss)

Der Sieberstollen ist in den folgenden Teufen mit den genannten Gruben durchschlägig:
- 1. Lichtloch: 12,5 Lachter (24 Meter)
- 2. Lichtloch: 48 Lachter (92 Meter)
- Prinz Maximilian: 48,5 Lachter (93 Meter)
- Fünf Bücher Moses: 54,5 Lachter (105 Meter)
- Felicitas: 67,5 Lachter (130 Meter)
- Gnade Gottes: 90 Lachter (173 Meter)
- Grube Samson: 97 Lachter (187 Meter)
- Catharina Neufang: 115 Lachter (221 Meter)